# Kate McIlroy
Pour les articles homonymes, voir McIlroy.
Kate McIlroy, née le 26 août 1981 à Wellington est une athlète, triathlète et cycliste néo-zélandaise. Elle a remporté le titre de championne du monde de course en montagne 2005 et détient le record national du 3 000 mètres steeple.

## Biographie

### Athlétisme
Elle débute l'athlétisme par le cross-country et se met aux courses de fond et demi-fond à partir de 13 ans.
En 2005, elle remporte les titres nationaux de cross-country long et court. Son coach, le sélectionneur de l'équipe nationale John Bowden, estime qu'elle peut participer au Trophée mondial de course en montagne qui se déroule pour la première fois en Nouvelle-Zélande, à Wellington. N'ayant aucune expérience dans la discipline, elle prend part aux championnats de Nouvelle-Zélande le 15 mai où elle décroche la médaille d'argent derrière Melissa Moon. Lors du Trophée mondial, la coureuse locale et grande favorite Melissa Moon craque et termine septième. Kate surprend tout le monde en menant la course et en remportant le titre de championne du monde de course en montagne. Cet exploit lui vaut d'être élue athlète néo-zélandaise de l'année.
En 2006, elle remporte le titre de championne de Nouvelle-Zélande de course en montagne. Le 7 janvier, elle prend part à sa première course de 3 000 mètres steeple qu'elle remporte en 9 h 51 min 39 s. Elle établit un nouveau record national et se qualifie pour les Jeux du Commonwealth à Melbourne. Elle se concentre ensuite sur cette discipline et remporte le titre national le 28 janvier à Christchurch en 9 min 47 s 99. Le 22 mars, lors des Jeux du Commonwealth, elle termine cinquième en 9 min 35 s 70. Elle abaisse le record national par trois fois durant l'année, jusqu'à 9 min 32 s 54 lors du meeting KBC Night of Athletics.

### Triathlon
Elle se qualifie pour les Jeux olympiques d'été de 2008 mais se blesse au tendon d'Achille et ne peut pas y participer. Elle décide de se mettre au triathlon et se fait coacher par Greg Fraine. Ayant sous-estimé l'entraînement nécessaire, elle passe six mois à améliorer sa nage et participe à des courses cyclistes pour s'habituer à rouler en peloton. Elle remporte ses premières compétitions le 25 mai à Austin en coupe panaméricaine puis le 9 août à Tiszaújváros en Coupe du monde.
Le 22 août 2010, elle remporte la médaille de bronze aux championnats du monde en relais mixte à Lausanne.
Elle participe au triathlon féminin aux Jeux olympiques d'été de 2012 à Londres où elle se classe dixième en individuel.
Le 3 février 2013, elle remporte la victoire aux championnats d'Océanie en relais mixte à Kinloch. Le 9 mars, elle termine deuxième des championnats d'Océanie à Wellington derrière l'Australienne Felicity Abram et décroche le titre national. Le 21 juillet, elle remporte l'argent aux championnats du monde en relais mixte à Hambourg.
Elle participe aux Jeux du Commonwealth à Glasgow où elle se classe douzième en individuel.

### Cyclisme
Une chute à VTT lui déchire un muscle ischio-jambier et met fin à sa carrière de triathlète professionnelle. Elle trouve du travail dans le département marketing chez Xero. En parallèle de son activité professionnelle, elle pratique le cyclisme comme loisir mais ne tarde pas à se remettre à la compétition,. Le 26 novembre 2016, elle devient la première femme à remporter le Lake Taupo Cycle Challenge en moins de 4 heures.
En 2018, elle prend part à ses troisièmes Jeux du Commonwealth dans sa troisième discipline pratiquée, le cyclisme sur route où elle se classe 19e,.
Le 23 mars 2019, elle bat le record de Le Race en 2 h 49 min 13 s. Le 11 août, elle remporte le titre de championne de Nouvelle-Zélande de cyclo-cross.

## Palmarès en athlétisme

### Piste
| Année | Compétition                                   | Lieu           | Place | Épreuve         | Performance        |
| ----- | --------------------------------------------- | -------------- | ----- | --------------- | ------------------ |
| 2001  | Universiade d'été                             | Pékin          | 9e    | 1 500 m         | 4 min 25 s 95      |
| 2006  | Championnats de Nouvelle-Zélande d'athlétisme | Christchurch   | 1re   | 3 000 m steeple | 9 min 47 s 99      |
| 2006  | Jeux du Commonwealth                          | Melbourne      | 5e    | 3 000 m steeple | 9 min 35 s 70      |
| 2006  | KBC Night of Athletics                        | Heusden-Zolder | 5e    | 3 000 m steeple | 9 min 32 s 54 (NR) |

### Cross/route
| Année | Compétition                                       | Lieu      | Place | Épreuve       | Performance    |
| ----- | ------------------------------------------------- | --------- | ----- | ------------- | -------------- |
| 2004  | Championnats de Nouvelle-Zélande de cross court   | Mosgiel   | 1re   | Cross-country | 13 min 53 s    |
| 2005  | Championnats de Nouvelle-Zélande de cross-country | Nelson    | 1re   | Cross-country | 26 min 58 s    |
| 2005  | Championnats de Nouvelle-Zélande de cross court   | Wanganui  | 1re   | Cross-country | 14 min 7 s     |
| 2005  | Zatopek Classic                                   | Melbourne | 1re   | 10 kilomètres | 33 min 17 s 78 |
| 2006  | Championnats du monde de cross-country            | Fukuoka   | 16e   | Cross-country | 26 min 42 s    |

### Course en montagne
| no  | féminin           | Course                                                 | Longueur | Départ            | Temps       |
| --- | ----------------- | ------------------------------------------------------ | -------- | ----------------- | ----------- |
| 2e  | Médaille d'argent | Championnats de Nouvelle-Zélande de course en montagne | 9,1 km   | 15 mai 2005       | 42 min 59 s |
| 1re | Médaille d'or     | Trophée mondial de course en montagne                  | 9,1 km   | 25 septembre 2005 | 39 min 40 s |
| 1re | Médaille d'or     | Championnats de Nouvelle-Zélande de course en montagne | 7,3 km   | 13 mai 2006       | 45 min 11 s |

## Palmarès en triathlon
Le tableau présente les résultats les plus significatifs (podium) obtenus sur le circuit national et international de triathlon depuis 2009.
| Année | Compétition                                         | Pays             | Position           | Temps           |
| ----- | --------------------------------------------------- | ---------------- | ------------------ | --------------- |
| 2015  | Championnats de Nouvelle-Zélande de triathlon       | Nouvelle-Zélande | Médaille d'argent  | 1 h 7 min 49 s  |
| 2013  | Coupe d'Océanie Sprint - Kinloch                    | Nouvelle-Zélande | Médaille d'or      | 1 h 3 min 1 s   |
| 2013  | Championnats d'Océanie de triathlon en relais mixte | Nouvelle-Zélande | Médaille d'or      | 1 h 22 min 28 s |
| 2013  | Championnats de Nouvelle-Zélande de triathlon       | Nouvelle-Zélande | Médaille d'or      | 1 h 3 min 1 s   |
| 2013  | Championnats d'Océanie de triathlon                 | Nouvelle-Zélande | Médaille d'argent  | 2 h 5 min 8 s   |
| 2013  | Championnats du monde de triathlon en relais mixte  | Allemagne        | Médaille d'argent  | 1 h 18 min 14 s |
| 2012  | WTS Yokohama                                        | Japon            | Médaille de bronze | 1 h 14 min 21 s |
| 2012  | Coupe d'Océanie Sprint - Kinloch                    | Nouvelle-Zélande | Médaille d'or      | 1 h 3 min 53 s  |
| 2011  | Coupe d'Asie - Séoul                                | Corée du Sud     | Médaille d'argent  | 2 h 7 min 59 s  |
| 2010  | Championnats du monde de triathlon en relais mixte  | Suisse           | Médaille de bronze | 1 h 14 min 21 s |
| 2009  | Coupe panaméricaine - Austin                        | États-Unis       | Médaille d'or      | 1 h 56 min 4 s  |
| 2009  | Coupe du monde - Tiszaújváros                       | Hongrie          | Médaille d'or      | 2 h 0 min 48 s  |

## Palmarès en cyclisme
| - 2012 - 3e du championnat de Nouvelle-Zélande sur route - 2016 - Lake Taupo Cycle Challenge - 2017 - 3e du championnat de Nouvelle-Zélande sur route - 3e de Le Race - 2018 - 2e de Le Race - 2e du championnat de Nouvelle-Zélande de cross-country VTT - 3e du Tour de Tweed | - 2019 - Championne de Nouvelle-Zélande de cyclo-cross - Le Race - 3e du Taiwan KOM Challenge - 2021 - Championne de Nouvelle-Zélande de cyclo-cross - Le Race - 2e du championnat de Nouvelle-Zélande de cross-country VTT |

## Records
| Épreuve              | Performance        | Date              | Lieu           |
| -------------------- | ------------------ | ----------------- | -------------- |
| 800 mètres           | 2 min 12 s 26      | 11 mars 2000      | Christchurch   |
| 1 500 mètres         | 4 min 23 s 5       | 22 janvier 2000   | Wanganui       |
| Mile                 | 5 min 1 s 20       | 19 janvier 2002   | Wanganui       |
| 3 000 mètres         | 8 min 53 s 10      | 9 mars 2006       | Melbourne      |
| 5 000 mètres         | 15 min 57 s 12     | 17 décembre 2005  | Auckland       |
| 10 000 mètres        | 33 min 17 s 78     | 1er décembre 2005 | Melbourne      |
| 3 000 mètres steeple | 9 min 32 s 54 (NR) | 22 juillet 2006   | Heusden-Zolder |